# Карлберг, Эрик
Густаф Эрик Карлберг (швед. Gustaf Eric Carlberg; 5 апреля 1880, Карлскруна — 14 августа 1963, Стокгольм) — шведский стрелок и фехтовальщик, чемпион и призёр летних Олимпийских игр, брат-близнец Вильхельма Карлсберга.
Карлберг принял участие в летних Олимпийских играх в Лондоне в соревнованиях по стрельбе из малокалиберной винтовки и пистолета и фехтовании на шпагах. В стрельбе он занял второе место в командной винтовочной стрельбе и пятое в командной стрельбе из пистолета, а в индивидуальных соревнованиях разделил 9-е и 15-е места, стреляя из винтовки по исчезающей и подвижной мишеням соответственно, и стал 33-м, участвуя в пистолетной стрельбе. В фехтовании он остановился на первом раунде среди отдельных спортсменов, заняв четвёртое место в своей группе, а среди команд разделил пятое место.
На следующих летних Олимпийских играх 1912 в Стокгольме Карлберг снова выступил в этих видах спорта. Он стал олимпийским чемпионом в командных соревнованиях по стрельбе из дуэльного пистолета и из малокалиберной винтовки по исчезающей мишени и серебряным призёром в стрельбе из произвольного пистолета и из винтовки лёжа. В аналогичных индивидуальных соревнованиях он стал 6-м, 20-м, 12-м и 17-м соответственно (в стрельбе из винтовки по закреплённой мишени могла быть выбрана любая позиция). В фехтовании Карлберг принял участие только в командном турнире, в котором занял четвёртое место. Также он участвовал в современном пятиборье, но выступил только в стрельбе, став восьмым в этом виде.
В последний раз Карлберг участвовал в Олимпийских играх в 1924 году в Париже, на которых стал 15-м в стрельбе из скоростного пистолета.